# Euskal Irrati Telebista
Euskal Irrati Telebista (en abrégé EITB; en français : « Radio-télévision Basque ») est une entreprise émanant du gouvernement de la communauté autonome du Pays basque (Euskadi) chargée de la diffusion de la radio et de la télévision régionale publique.
Cette entreprise de droit public a été créée en 1982, sous la présidence du lehendakari Carlos Garaikoetxea, afin de promouvoir la culture et la langue basque.
Longtemps basé à Iurreta, son siège social est depuis 2007 à Bilbao.

## Les composantes de EITB
L'entreprise est divisée en plusieurs branches autonomes :

### Télévision

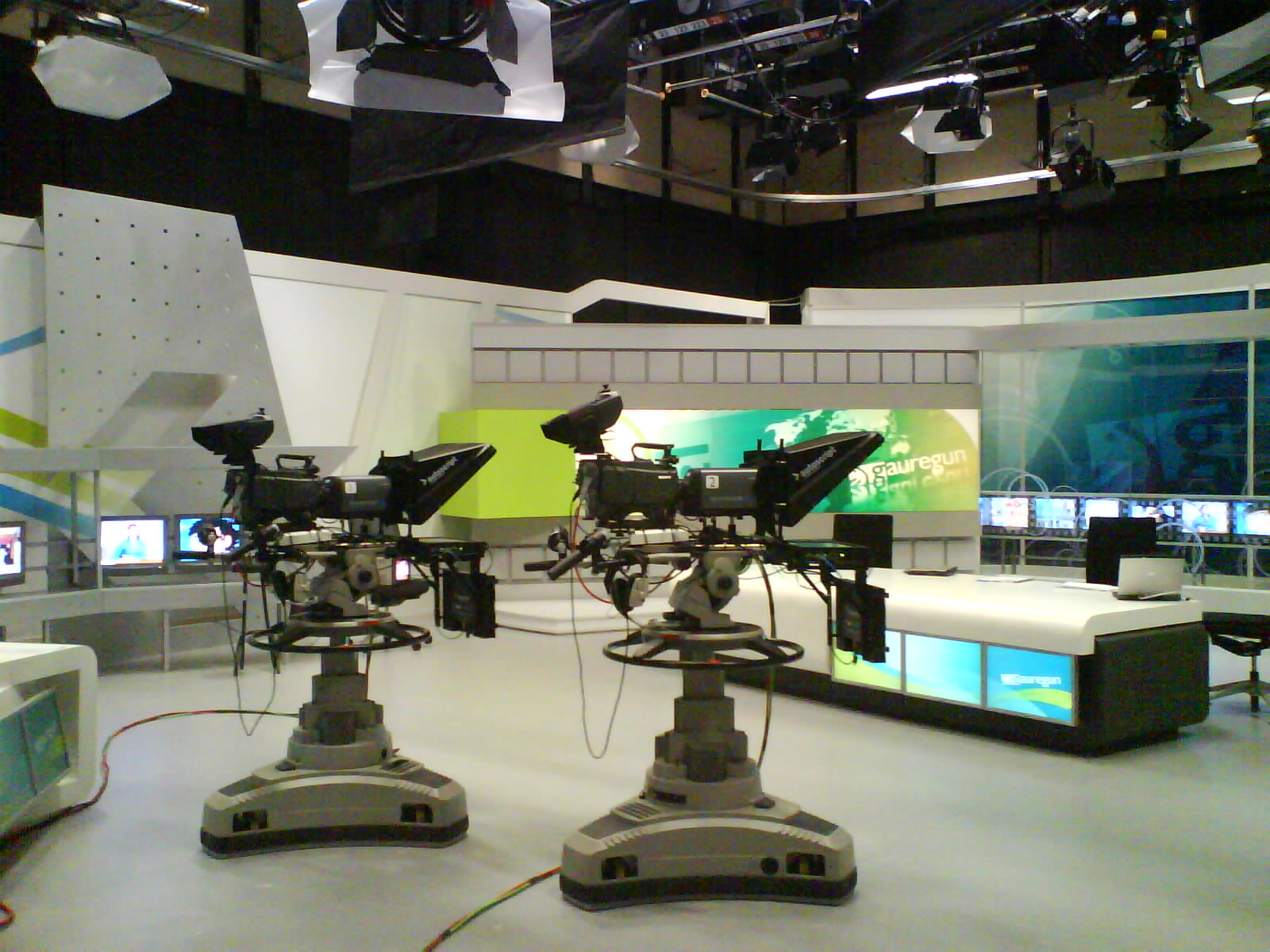
Le studio 1 du centre EITB de Bilbao

Euskal Telebista (en français, Télévision basque) est chargée de la diffusion et de la production des émissions de télévision. Elle gère plusieurs centres de production : l'un, situé à Saint-Sébastien (quartier de Miramón) comprenant notamment deux studios de 800 m² équipés de plateaux de tournage, d'un troisième de 300 m² et de deux autres de 100 m², ainsi que de plusieurs salles de post production. L'autre, situé à Bilbao, où sont réalisées notamment les informations télévisées, est formé de trois studios, dont deux de 275 m² (pour les journaux télévisés) et un de 350 m², servant à la réalisation d'autres types de programmes. Un quatrième studio de 1 000 m2 est toujours en projet en 2011.
Le centre de Bilbao compte également plusieurs salles de post production et des garages pour les unités mobiles. Les installations de Euskal Telebista sont entièrement numérisées et les différents sièges locaux du groupe (Bilbao, Vitoria, Saint-Sébastien, Pampelune et Bayonne) sont reliés par fibre optique. Euskal Telebista s'occupe de la diffusion de cinq chaînes de télévision : ETB 1, ETB 2, ETB 3, ETB 4 (disponibles uniquement au Pays basque) et ETB Basque (disponible dans le monde entier sur internet et incluse dans certains bouquets de télévision). Euskal Telebista entretient un réseau de correspondants à Vitoria, Bayonne, Pampelune, Barcelone, Madrid, Paris, Londres, Berlin, New York, Bruxelles et Pékin.

### Radio

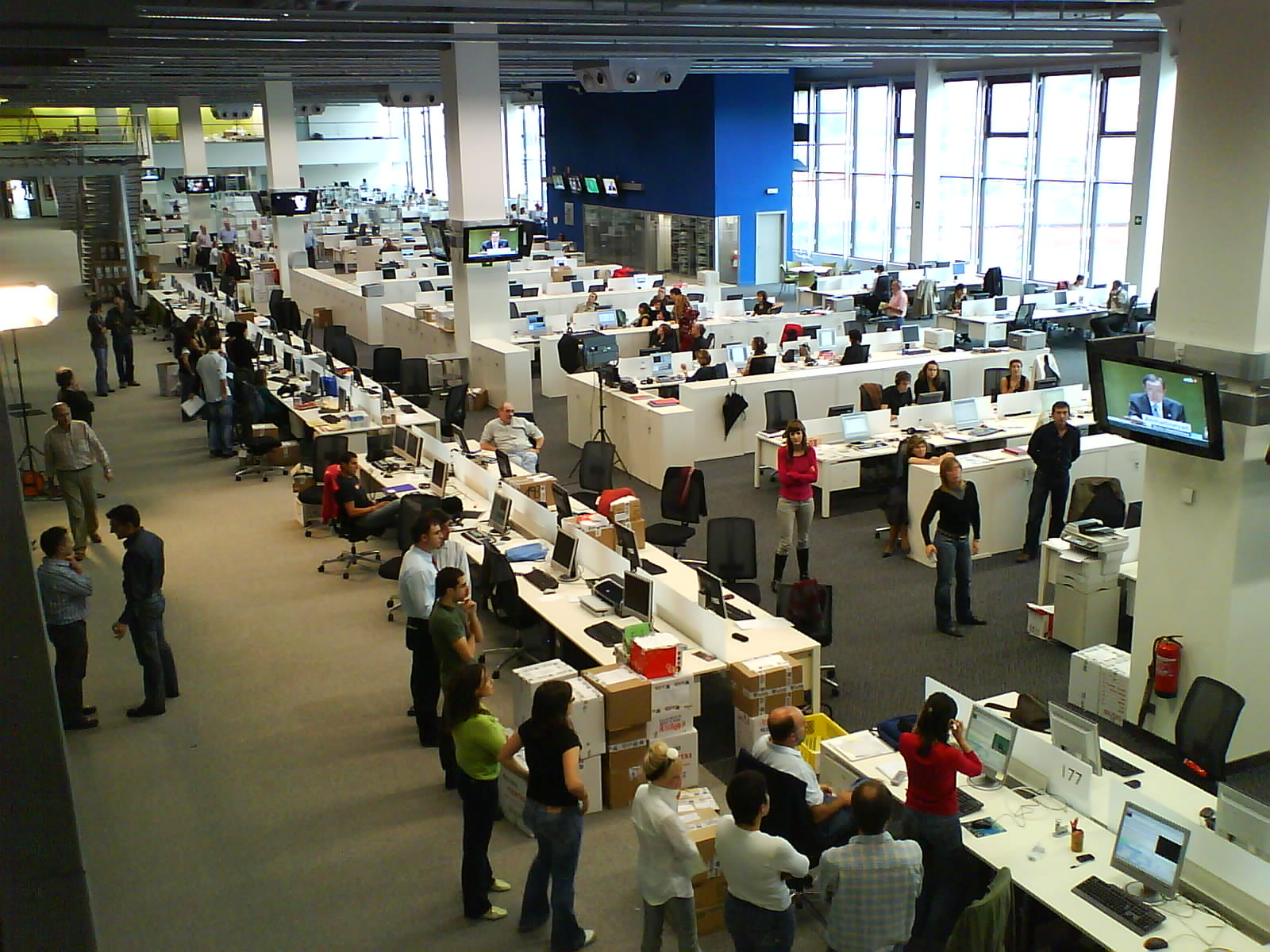
La rédaction de EITB à Bilbao

EITB Media Radio est chargée de la diffusion et de la production des émissions de radio. Elle bénéficie d'infrastructures à Bilbao, Saint-Sébastien et Vitoria. Le centre de Bilbao comprend huit studios, pour une superficie de 400 m2. L'un d'entre eux, d'une superficie de 50 m², permet la réalisation de programmes en public. Les installations sont complétées par quatre cabines d'enregistrement, une hémérothèque, une phonothèque et un centre d'archives. Eusko Irratia s'occupe de la diffusion de six stations de radio : Radio Euskadi (généraliste, en espagnol), Euskadi Irratia (généraliste, en basque), Radio Vitoria (locale, en espagnol), Gaztea (jeunesse, en basque), EITB Musika (musicale et culturelle, en basque et espagnol) et EITB Euskal Kantak (musicale, en basque).

### Ingénierie et NET
Chargée de la production de contenu internet et de la mise à jour des pages web. Créée en 2004, cette branche de EITB avait à l'origine ses installations au parc technologique de Zamudio. Son siège est désormais implanté à Bilbao. Elle gère le site internet du groupe, en quatre langues (basque, espagnol, français et anglais)

### Sources
- (es) Cet article est partiellement ou en totalité issu de l’article de Wikipédia en espagnol intitulé « Euskal Irrati Telebista » (voir la liste des auteurs).